# Seven Seas of Rhye
Seven Seas of Rhye is een nummer van de rockgroep Queen, geschreven door Freddie Mercury. Een instrumentale versie van 1 minuut en 15 seconden staat op het debuutalbum Queen uit 1973. De bekendere versie, zoals die op single is uitgebracht, staat als laatste nummer op het album Queen II uit 1974. Het nummer was de derde single van de band, en het groeide na een optreden in Top of the Pops uit tot hun eerste hit. In de charts in Groot-Brittannië bereikte de plaat de tiende positie.
Net zoals het nummer "My Fairy King" op het eerste album beschrijft de songtekst de fantasiewereld uit de jeugd van zanger Freddie Mercury. De zeven zeeën en de "king of Rhye" komen ook ter sprake in de tekst van "Lily of the Valley" op het derde album, Sheer Heart Attack uit '74.
Aan het einde van het nummer wordt het refrein van het bekende liedje uit 1907 "I Do Like to be Beside the Seaside" gezongen.